# Horisme exoletata
Horisme exoletata är en fjärilsart som beskrevs av Herrich-Schäffer 1838. Horisme exoletata ingår i släktet Horisme och familjen mätare. Inga underarter finns listade i Catalogue of Life.